# Alba (álbum)
Alba es el nombre del tercer álbum de estudio de José Madero, lanzado el 16 de marzo de 2018 exclusivamente en formato digital y el 27 de abril del mismo año con una edición de copias físicas limitadas. El álbum contiene diez canciones.

## Antecedentes
El 21 de febrero de 2018 mediante una conferencia de prensa, José Madero anunció el lanzamiento de Alba, el tercer álbum en solitario del cantante con diez temas inéditos. En esta conferencia, Madero anunció además, que el lanzamiento del mismo será atípico, puesto que no se lanzará en formato físico (salvo una edición limitada) y tampoco será vendido comercialmente en tiendas. Esto como una manera de darle un extra al disco anterior Noche y un regalo a los fanes que lo han seguido desde el inicio de su carrera como solista. Asimismo, el cantante confirma que a pesar de la naturaleza del álbum, los temas que contendrá no son ningún tipo de rareza o B-side, sino que son temas "hechos con toda la mano" y especialmente compuestos para este disco y que, aprovechando que no será lanzado con fines comerciales, el sonido nos mostrará un tipo de música experimental, alejada completamente de sus dos producciones anteriores, "algo no tan digerible y algo que nunca volverá a hacer" en propias palabras del artista.

## Estilo musical
Alba es un álbum conceptual a diferencia de los dos álbumes anteriores, en el que cada canción sigue el mismo hilo conductor y se interrelaciona con las demás canciones del álbum. La temática se centra en la nostalgia y corresponde al «disco blanco», siguiendo el concepto de colores que ha manejando el cantante desde el inicio de su carrera solista.

## Lanzamiento
El lanzamiento oficial fue a través de servicios de streaming el 16 de marzo de 2018, se pudieron conseguir algunas copias de una edición limitada y autografiada en el concierto Ébano y Marfil, ofrecido por el cantante el 14 de abril de 2018 en el Pepsi Center de la Ciudad de México, y posteriormente el 27 de abril de 2018 a través de tiendas de discos por internet. El álbum fue filtrado un día antes de su lanzamiento oficial.

## Sencillos
De acuerdo con lo que declaró el mismo cantante, el álbum no tuvo sencillos promocionales, ni fue lanzado comercialmente, aunque cada canción cuenta con su lyric video correspondiente.

## Lista de canciones
Todas las canciones escritas y compuestas por José Madero. 
| N.º | Título                  | Duración |  |
| 1.  | «Willkommen»            | 2:46     |  |
| 2.  | «Aún Hay Más»           | 2:47     |  |
| 3.  | «Los de Septiembre»     | 3:19     |  |
| 4.  | «La Célula No Explotó»  | 2:54     |  |
| 5.  | «Caballeros Británicos» | 3:27     |  |
| 6.  | «Ahora y Hoy»           | 2:59     |  |
| 7.  | «No lo Cambio Por Nada» | 3:09     |  |
| 8.  | «Etrusco Único»         | 3:58     |  |
| 9.  | «Maldita Rueda»         | 4:14     |  |
| 10. | «Carrusel de Adultos»   | 3:38     |  |

## Significado de canciones
- Willkommen

La canción "Willkommen" de José Madero, incluida en su álbum *Alba (Oda a la Nostalgia)*, aborda temas de nostalgia, cambio e incertidumbre sobre el futuro. La palabra "Willkommen" significa "bienvenido" en alemán, y en el contexto de la canción, se interpreta como una invitación a aceptar lo que está por venir, a pesar de los desafíos y la incertidumbre. La letra expresa un sentimiento de pérdida y transformación, reconociendo que "el hechizo ayer se rompió" y que "esa magia también se extinguió". A pesar de la añoranza por el pasado, hay una aceptación de que es necesario avanzar. El cantante pide perdón por posibles errores futuros y se muestra dispuesto a enfrentar lo que venga, con la esperanza de que lo mejor está por venir, aunque no esté seguro de ello. "Willkommen" también refleja una mirada hacia el pasado, evocando la idea de que "todo regresa como el vinil y los 80s", sugiriendo que, al igual que la música en vinilo, las experiencias y recuerdos del pasado pueden regresar y ofrecer consuelo. La invitación repetida de "Pásale, amigo, eres bienvenido" refuerza la idea de apertura y aceptación del futuro, invitando a abrazar nuevas experiencias y posibilidades.
- Aún hay más

La frase "Aún hay más" hace referencia a un eslogan del programa de televisión mexicano Siempre en Domingo, conducido por Raúl Velasco, y se utiliza en la canción para evocar recuerdos de la infancia y reflexionar sobre el paso del tiempo. La letra de "Aún hay más" expresa una sensación de pérdida y temor ante el envejecimiento y la inevitabilidad del paso del tiempo.
Se menciona que "el fantasma del pasado llegó", simbolizando la llegada de recuerdos y momentos que ya han quedado atrás. El cantante se pregunta si esos tiempos regresarán o si deben considerarse perdidos.
A lo largo de la canción, se aborda la tendencia a idealizar el pasado, reconociendo que "antes todo era mejor" y "todo tenía color", pero también se señala que este pensamiento es un error, ya que "de nada sirve idealizar lo anterior". Se expresa un temor al envejecimiento y a lo que pudo haber sido y no fue, destacando la importancia de valorar el presente y no aferrarse únicamente a los recuerdos del pasado
- Los de Septiembre

En una entrevista, Madero explicó que la canción aborda su vínculo con su hermano en una niñez marcada por la separación de sus padres cuando eran muy pequeños. Ambos nacieron en septiembre, y sus abuelos y primos los llamaban "los de septiembre". "Los de Septiembre" expresa la fortaleza y unidad entre dos personas que enfrentaron adversidades juntos. 
La letra describe cómo, a pesar de las dificultades y el mundo en contra, compartieron momentos significativos y se apoyaron mutuamente. 
Frases como "Sonreír sufriendo lo hicimos posible" y "Yo traía tu espalda, y aunque no pareciera, así era" reflejan la lealtad y el respaldo incondicional entre ellos. La canción también destaca la importancia de la presencia del otro en momentos de dificultad, como se menciona en "Nunca olvidaré que cuando tropezaba, tú ahí estabas". El uso de "Los de septiembre" como leitmotiv a lo largo de la canción simboliza una identidad compartida y un lazo especial que trasciende el tiempo y las circunstancias. La mención de septiembre como "una ilusión" y "nunca hay sol" puede interpretarse como una metáfora de los momentos difíciles vividos durante ese mes, pero también como una representación de la resiliencia y la esperanza.
- La Célula No Explotó

"La célula no explotó" de José Madero es una canción introspectiva que trata sobre la desconexión emocional, la rutina y la pérdida de pasión en una relación. A diferencia de lo que podría sugerir su título —una referencia inversa a la canción "La célula que explota" de Caifanes— aquí se alude a una emoción contenida que nunca llega a liberarse.
La letra gira en torno a una relación que parece haberse enfriado y en la que ya no hay conflicto ni pasión, lo cual paradójicamente genera incomodidad. José Madero expresa la sensación de que algo está mal precisamente porque todo parece estar “bien” en la superficie, pero hay una falta de emociones intensas o verdaderas. La frase "la célula no explotó" se convierte en una metáfora de esa calma que no trae paz, de una implosión emocional que nunca ocurre y deja una sensación de vacío.
La canción también refleja el miedo a la monotonía, al conformismo emocional y a lo que queda cuando se pierde el impulso genuino por conectar con el otro. En lugar de una pelea o una ruptura dramática, hay una especie de indiferencia silenciosa, lo cual puede ser incluso más doloroso.
- Caballeros Británicos

El título "Caballeros Británicos" hace referencia a una marca de tenis llamada British Knights, que José Madero usaba en su niñez. Este detalle es parte de la serie de canciones en el álbum Alba, donde cada título remite a elementos de su infancia, como el balón "Etrusco Único" del Mundial de Italia 90 o la frase "No lo cambio por nada", eslogan del dulce Duvalín. Estas referencias culturales y personales buscan evocar la nostalgia por tiempos pasados y la reflexión sobre cómo esos momentos han influido en su presente.
En esta pieza, Madero expresa sentimientos encontrados hacia el crecimiento y el paso del tiempo. Las letras sugieren que está reflexionando sobre su vida y recordando el pasado, pero también sintiéndose incierto sobre el futuro. La línea "Soy un niño, soy un hombre que teme a la edad" resume el sentimiento principal de la canción: la dificultad de reconciliar la naturaleza despreocupada de la juventud con la responsabilidad y la ansiedad de la edad adulta. El coro hace referencia a la idea de "mirar hacia atrás sin mirar hacia adelante" y advierte que esto puede hacer que una persona se estanque o se quede atrapada en el pasado. Esto también se refleja en la línea "Te convertirás en sal", que podría interpretarse como volverse inmóvil como una columna de sal. El segundo verso sugiere que el artista se siente dividido entre el pasado y el presente. Reconoce que a veces volver al pasado puede ser curativo, pero tampoco quiere quedarse atrapado allí. La línea repetida "No quiero ser tu nosocomio, más sí tu hospital" sugiere que quiere ser una fuente de consuelo y curación para alguien, pero no quiere ser una solución temporal para sus problemas. En general, la canción parece lidiar con la naturaleza agridulce del crecimiento y los desafíos de reconciliar el pasado con el presente.
- Ahora y Hoy

En primer lugar, la canción nos muestra la idea de que el tiempo no es una realidad tangible y absoluta, sino más bien un constructo subjetivo. José Madero expresa su preferencia por la idea de que la edad de una persona no se define por un número cronológico. Esto nos lleva a reflexionar sobre cómo la sociedad suele medir nuestro crecimiento y evolución basándose en parámetros temporales, cuando en realidad cada individuo vive su propio proceso de maduración, independientemente de la edad que tenga.
Además, "Ahora y Hoy" sugiere que el pasado solo existe en nuestros recuerdos y no tiene una presencia física. Esta idea nos lleva a considerar cómo muchas veces nos aferramos al pasado, recordando momentos vividos y añorando experiencias pasadas. Sin embargo, José Madero nos invita a considerar que el pasado es solo una colección de recuerdos y que el presente es donde realmente vivimos. Es en el "hoy" donde encontramos la verdadera existencia.
La canción también desafía la noción convencional de que el futuro es un lugar en el que habitar. José Madero nos hace reflexionar sobre cómo el futuro es simplemente un producto de nuestra imaginación, existiendo únicamente en forma de palabras dentro de una oración. Esta idea nos lleva a reconsiderar cómo solemos preocuparnos por el futuro, anticipando situaciones y planificando cada paso. "Ahora y Hoy" nos invita a vivir en el presente, a disfrutar del momento actual sin obsesionarnos con lo que está por venir.
En este sentido, las letras de la canción introducen la idea de que si los relojes fueran exactos y sin discrepancias, no habría lugar para cuestionar la naturaleza del tiempo. José Madero plantea la posibilidad de que, si los relojes fueran completamente precisos, solo mostrarían el presente ("hoy") sin indicar la hora o el día específico. Esta interpretación resalta la esencia del tiempo como algo confinado al momento presente.
En última instancia, "Ahora y Hoy" concluye con el mensaje de que el tiempo es constantemente "ahora y hoy". José Madero nos invita a considerar que toda la duración del tiempo se encuentra confinada al momento presente. Esta poderosa noción sugiere que el presente tiene el valor más significativo, instándonos a abrazar y apreciar el momento actual en lugar de aferrarnos al pasado o preocuparnos excesivamente por el futuro.
- No lo Cambio Por Nada

El título "No Lo Cambio Por Nada" hace referencia a un eslogan del dulce bicolor Duvalín, popular en la infancia de Madero. Este detalle es parte de la serie de canciones en el álbum Alba, donde cada título remite a elementos de su niñez, como el balón "Etrusco Único" del Mundial de Italia 90 o la frase "Aún hay más", eslogan del programa de televisión Siempre en Domingo. Estas referencias culturales y personales buscan evocar la nostalgia por tiempos pasados y la reflexión sobre cómo esos momentos han influido en su presente.
En "No Lo Cambio Por Nada", Madero expresa su aprecio por el papel, la pluma y el pincel, elementos que simbolizan la conexión con el pasado y una sensación de nostalgia por tiempos más simples. La letra destaca cómo la música, las fotos y los calendarios, ahora fácilmente accesibles y almacenados digitalmente, han perdido la fisicalidad y el toque personal que se encuentran en los medios más antiguos. El compositor cuestiona si el anhelo por el pasado está arraigado en el deseo de evocar recuerdos o en el dolor de un amor perdido, sugiriendo que los tiempos pasados jamás podrán ser completamente recuperados o revividos.
Esta canción transmite la sentimentalidad y la preferencia de José Madero por lo tangible, expresando un anhelo por una era en la que la comunicación era más personal y el arte tenía una presencia física. "No Lo Cambio Por Nada" invita a los oyentes a reflexionar sobre cómo la tecnología ha cambiado la sociedad y a considerar el valor de las formas tradicionales que se están dejando atrás gradualmente.
- Etrusco Único

El título "Etrusco Único" hace referencia al balón utilizado en la Copa del Mundo de Fútbol de Italia 1990. José Madero menciona que este balón fue el primero que vio en su vida y con el que jugaba con sus amigos durante su niñez. Este detalle es parte de la serie de canciones en el álbum Alba, donde cada título remite a elementos de su infancia, como el dulce Duvalín o la frase "Aún hay más" del programa Siempre en Domingo. Estas referencias culturales y personales buscan evocar la nostalgia por tiempos pasados y la reflexión sobre cómo esos momentos han influido en su presente.
La letra de "Etrusco Único" describe a alguien que, en su prisa por avanzar, busca acelerar su camino hacia lo desconocido, representado como "el más allá". Se menciona que el cielo es su escalera y las estrellas su hogar, sugiriendo un anhelo por algo más allá de lo terrenal. Sin embargo, a medida que avanza, comienza a sentir una sensación de pérdida y nostalgia por lo que ha dejado atrás.
La referencia al "templo que solía adorar" que ahora ha sido "robado por la gravedad" simboliza cómo las pasiones y entusiasmos de la juventud se desvanecen con el tiempo. El "ardor" que se esfumó representa esa chispa de vitalidad y emoción que se pierde a medida que se envejece. A pesar de extrañar esa intensidad, el cantante expresa el deseo de no querer seguir aferrándose a ella, reconociendo que el tiempo ha cambiado las cosas.
- Maldita Rueda

El título "Maldita Rueda" hace referencia a la rueda de la fortuna, un símbolo que representa los altibajos de la vida. José Madero utiliza esta imagen para expresar su frustración y reflexión sobre cómo el tiempo y las circunstancias afectan la vida de manera impredecible.
En "Maldita Rueda", Madero utiliza la metáfora de una rueda para representar el ciclo interminable de la vida. La letra menciona que "la vida nunca es ideal, la vida es solo un carnaval", sugiriendo que la existencia está llena de altibajos y que las expectativas de perfección son inalcanzables. La frase "del juego tienes que bajar, pues todo llega a su final" indica la inevitabilidad de que todas las etapas de la vida llegan a su fin, incluyendo la juventud. Los versos "cada año doy un paso al ataúd" y "los años pasan ya con menos lentitud" reflejan la conciencia del envejecimiento y la rapidez con la que el tiempo avanza. Además, la canción aborda la fugacidad de la fortuna y la inocencia, mencionando que "la fortuna que la rueda en su nombre prometió se esfuma con la luna cuando llega el sol" y que "toda la inocencia pierde su existencia". Finalmente, Madero expresa una despedida a la juventud, diciendo "adiós fortuna, te he entregado el fuego de mi juventud", reconociendo que ha sacrificado su vitalidad en busca de otros objetivos.
- Carrusel de Adultos

El título "Carrusel de Adultos" hace referencia al programa infantil mexicano Carrusel de Niños, transmitido en la década de 1980. José Madero menciona que todos los nombres de las canciones de Alba están relacionados con su época de niño, y este título es una adaptación del programa, sugiriendo cómo la visión de la vida cambia al pasar de la niñez a la adultez. 
En "Carrusel de Adultos", Madero utiliza la metáfora del carrusel para representar un viaje emocional que oscila entre el pasado y el presente. La letra menciona que "en griego es casi literal / significa el dolor de una vieja herida", haciendo alusión a un dolor antiguo que persiste en la memoria. Este dolor se describe como "más poderoso que lo que la memoria pueda recordar", sugiriendo que hay experiencias que, aunque olvidadas, siguen afectando profundamente.
El carrusel, que se mueve "pa' adelante y para atrás", simboliza cómo los recuerdos nos transportan a lugares que, aunque dolorosos, son conocidos y familiares. La canción también menciona que "no es una nave espacial / es una máquina del tiempo en el presente y realidad", indicando que este viaje emocional no es literal, sino una experiencia interna que nos conecta con nuestro pasado.
Además, la letra hace referencia a "McFly", el protagonista de la película Volver al Futuro, quien viaja en el tiempo. Esto refuerza la idea de que la canción es una especie de "máquina del tiempo" emocional, que nos permite revivir momentos y sentimientos del pasado.

## Personal
- José Madero - Voz, Productor, Letras, Guitarras
- Muela - Bajo
- Federico Caballero - Percusión
- Rodrigo Monfort - Grabación, Teclados, Órgano, Piano, Baterías
- Germán Gallardo - Guitarras
- Alan Robles - Guitarras
- Gerardo Arizpe - Batería
- Eric Dabdoub - Mezcla
- Jaime Cavazos - Masterización
- Chapter Studio - Arte

## Tour 2019 "José Madero en Concierto"
Si bien el disco Alba se pensó sin sus respectivas promoción ni gira, para celebrar su lanzamiento se tocó por primera y única vez en su totalidad en el show denominado Ébano y Marfil, llevado a cabo el día 14 de abril de 2018 y, además, algunas canciones del álbum fueron incluidas en la última parte de la gira del disco Noche. Como gira intermedia entre Noche y el cuarto disco, y con el fin de llevar parte de Alba y los sencillos Ojalá y Final Ruin a ciudades nuevas, se organizó el Tour 2019 bajo el nombre de "José Madero en Concierto", cuyas primeras dos fechas se llevaron a cabo en diciembre de 2018 en la Ciudad de México.
| Fecha                    | Ciudad           | País   | Lugar                                   | Concepto                            |
| ------------------------ | ---------------- | ------ | --------------------------------------- | ----------------------------------- |
| 15 de diciembre de 2018  | Ciudad de México | México | El Cantoral                             | Tour 2019: José Madero en Concierto |
| 16 de diciembre de 2018  | Ciudad de México | México | El Cantoral                             | Tour 2019: José Madero en Concierto |
| 3 de mayo de 2019        | Guadalajara      | México | Teatro Diana                            | Tour 2019: José Madero en Concierto |
| 4 de mayo de 2019        | León             | México | Rosswell                                | Tour 2019: José Madero en Concierto |
| 17 de mayo de 2019       | Estado de México | México | Foro Felipe Villanueva, Parque Naucalli | Tour 2019: José Madero en Concierto |
| 18 de mayo de 2019       | Oaxaca           | México | Polideportivo Venustiano Carranza       | Festival Multicultural del Sur      |
| 6 de julio de 2019       | Saltillo         | México | Hacienda El Mimbre                      | Festival Zapal                      |
| 27 de julio de 2019      | Ciudad Juárez    | México | Plaza de la Mexicanidad                 | Festival Borderland                 |
| 2 de agosto de 2019      | Durango          | México | Velaria                                 | Feria Nacional de Durango           |
| 24 de agosto de 2019     | Pachuca          | México | Instalaciones de la Feria               | Pachuca Rock Fest                   |
| 4 de septiembre de 2019  | Tijuana          | México | Instalaciones de la Feria               | Feria Tijuana                       |
| 27 de septiembre de 2019 | Querétaro        | México | La Glotonería                           | Tour 2019: José Madero en Concierto |
| 28 de septiembre de 2019 | Ecatepec         | México | DQD Club Pabellón Ecatepec              | Tour 2019: José Madero en Concierto |
| 19 de octubre de 2019    | Chihuahua        | México | Forum Santa Rita                        | Tecate República                    |